# 季什科維奇 (伊瓦尼奇區)
50°43′17″N 24°12′13″E / 50.72139°N 24.20361°E
季什科維奇（烏克蘭語：Тишковичі），是烏克蘭的村落，位於該國西部沃倫州，由沃洛德米爾區負責管轄，面積8.1平方公里，海拔高度223米，人口585，人口密度每平方公里72.22人。